# Czepca (miejscowość)
Czepca (ros. Чепца) – wieś (sieło) w Rosji, w Udmurcji, w rejonie kiezskim. W 2010 liczyła 1459 mieszkańców.